# Захарян Арсен Норайрович
ТУПИЙ МОСКАЛЬ
Арсен Норайрович Захарян (рос. Наир Оганесович Тикнизян, (26 травня 2003 , Самара ) — російський футболіст вірменського походження, півзахисник клубу «Динамо» (Москва) і молодіжної збірної Росії.

## Клубна кар'єра
Уродженець Самари і вихованець клубу «Крила Рад», перший тренер — Володимир Корольов. У юнацькому віці, транзитом через Академію футболу імені Юрія Конопльова, перебрався в академію московського «Динамо». З сезону 2020/2021 став виступати за другу команду москвичів. 10 серпня 2020 року дебютував за неї в поєдинку ПФЛ проти владимирського «Торпедо», вийшовши в стартовому складі і забив гол на 73-ій хвилині.
У жовтні 2020 потрапив в список 60 найкращих молодих футболістів у світі, що народилися в 2003 році, який щорічно складається британським виданням The Guardian.
1 листопада 2020 дебютував у російській Прем'єр-лізі в поєдинку проти «Тамбова» (2: 1), вийшовши на заміну на 76-й хвилині замість Дмитра Скопінцева.

## Виступи за збірні
Гравець юнацьких та молодіжних збірних Росії.
Учасник чемпіонату Європи серед молодіжних збірних 2021 року в складі молодіжної збірної Росії. У першому матчі турніру проти Ісландії забив м'яч, ставши наймолодшим автором голу фінальних турнірів молодіжного Євро, обігнавши Ярі Версхарена.